# Alexia (linguagem)
Chama-se Alexia Agnósica uma espécie de transtorno na escrita (Afasia Gráfica) onde predomina a dificuldade de integração das percepções visuais e assim sendo, a Alexia Agnósica corresponde a uma dificuldade maior para a identificação das palavras (compreensão global) do que para a identificação de letras isoladas. A leitura tende a ser literal ou escandida. O indivíduo utiliza o dedo para a identificação das letras e a identificação das palavras soletradas é satisfatória. Nesses pacientes a cópia é imperfeita, ainda que a escrita espontânea ou ditada seja satisfatória. A alexia agnósica está freqüentemente associada a outras manifestações de agnosia visual, notadamente a agnosia para as cores. É Alexia Afásica, quando está prejudicada a utilização de mensagens em função de seu valor simbólico em termos de linguagem.

## Alexia Afásica
É Alexia Afásica, quando está prejudicada a utilização de mensagens em função de seu valor simbólico em termos de linguagem. A Alexia Afásica determina uma maior dificuldade para o entendimento de letras do que de palavras, estas dotadas de uma significação que facilita sua identificação. A leitura é global e os erros resultam de uma interpretação falsa da forma geral da palavra. Para o aléxico afásico a divisão em sílabas é difícil e a escrita espontânea e ditada apresenta os caracteres de uma agrafia afásica. A cópia é possível, porém o paciente apresenta dificuldade em reler.

## Alexia Pura
A Alexia Pura se caracteriza por uma perda eletiva de identificação da linguagem escrita, na ausência de qualquer outra forma de Afasia. As características gerais são as mesmas de uma Alexia Agnósica e ocorrem, quase sempre, manifestações associadas de Agnosia Visual, principalmente agnosia para cores e para formas geométricas. A lesão responsável se localiza no giro lingual e no giro fusiforme do hemisfério dominante, mas atinge também o esplênio do corpo caloso.